# Albert Lugardon
Jacques André Albert Lugardon, meglio noto solo come Albert Lugardon (Roma, 3/4 ottobre 1827 – Ginevra, 26 settembre 1909), è stato un pittore, fotografo e litografo svizzero, figlio del più celebre pittore Jean-Léonard Lugardon e specializzato nella rappresentazione di paesaggi alpestri e animali.
Artista molto prolifico, nacque in Italia durante il soggiorno di suo padre e si formò inizialmente come pittore proprio sotto la guida di quest'ultimo, per poi diventare allievo di Alexandre Calame. Successivamente trascorse vari soggiorni di studio in Francia tra Parigi e Lione, dal 1849 e il 1860. Otterrà ampi consensi tra i suoi contemporanei e parteciperà attivamente a molte mostre, prendendo parte a quelle ginevrine dal 1860 e alle Esposizioni universali di Parigi del 1867, del 1878 e del 1889.
La sua opera è generalmente associata al movimento verista, quest'ultimo parte del Realismo, che nella pittura paesaggistica della seconda metà del XIX secolo si concentra sulla messa in evidenza della purezza della natura.

## Biografia

### Nascita, famiglia e formazione
Albert Lugardon nacque il 3 o 4 ottobre 1827 a Roma (all'epoca parte dello Stato Pontificio, oggi Italia) dal pittore svizzero Jean-Léonard Lugardon e da Suzanne Paschoud,  figlia del libraio Jean-Jacques Paschoud. Tramite il padre, Albert era discendente da una famiglia protestante originaria del Sud della Francia, che dovette rifugiarsi nella città svizzera di Berna dopo la decisione di revocare l'Editto di Nantes nel 1685. Sua madre, invece, morirà giovane per le complicanze di una seconda gravidanza, nel 1830.
Albert nacque durante il soggiorno italiano di suo padre, che poi si trasferì nuovamente a Ginevra, in Svizzera. La sua iniziale formazione artistica gli venne impartita proprio da suo padre, che poi favoreggerà la sua entrata nella bottega del pittore Alexandre Calame. In Francia, il giovane sarà per un periodo alla Scuola Veterinaria (École Vétérinaire) di Lione dal 1849, per poi entrare all'École des Beaux-Arts di Parigi nel 1851 e frequentare lo studio del pittore olandese-francese Ary Scheffer. Tornato in patria a Ginevra, nel 1855 ottenne un premio dalla classe di belle arti per il suo dipinto di un pascolo.

### Carriera
Pittore molto prolifico, con la sua arte Lugardon riuscì ad ottenere un certo successo presso i suoi contemporanei e partecipò anche a numerose esposizioni in Svizzera e in Francia, prendendo parte alle Esposizioni universali di Parigi del 1867, del 1878 e del 1889. Nel 1869 compirà un viaggio nei Paesi Bassi.
Accanto alla pittura, un'altra passione di Lugardon fu quella per la fotografia e la litografia, focalizzando in particolare la sua attenzione sui movimenti di uomini e animali e facendo ricerche sugli scatti istantanei, che gli valsero una medaglia dalla Società Fotografica di Londra nel 1881; inoltre la fotografia sarà un utile mezzo che accompagnerà la realizzazione dei suoi dipinti, cosa che tuttavia non riuscì a fargli evitare le critiche dei colleghi pittori. Nel 1881 fu anche uno dei membri fondatori della Società Ginevrina di Fotografia. Ancora, oltre a queste sue attività, Lugardon fu anche inserito nella scena politica ginevrina in ambito artistico come membro del Comitato della Società degli Amici delle Belle Arti di Ginevra (dal 1872 al 1888) e della Commissione delle Belle Arti di Ginevra (dal 1880).
Fu un uomo generoso, attivo anche sul piano caritatevole: Lugardon fu il primo pittore ad offrire un'opera all'Ospedale Cantonale di Ginevra per la decorazione delle sale e, a beneficio dell'istituzione caritatevole, chiederà ai suoi esecutori testamentari di allestire una mostra e la vendita di ben 1096 delle sue opere e 30 di quelle di suo padre, che avrà luogo postumamente nel marzo del 1910. Inoltre, è interessante notare come Lugardon volesse che le sue opere potessero essere acquistate a prezzi modici per essere accessibili a tutti, un atteggiamento generoso che provocò l'ira degli intenditori e anche di alcuni benefattori dell'Ospedale, sfociando anche in una polemica sulla stampa svizzera.

### Morte
Albert Lugardon morì poco prima del suo 82º compleanno il 26 settembre 1909 a Plainpalais (oggi parte della città di Ginevra).

## Opere
Qui segue un elenco parziale delle opere di Albert Lugardon:
- Ginevra, la cattedrale di Saint-Pierre, il Collegio, la rotonda delle Rive (Genève, la cathédrale Saint-Pierre, le Collège, le rond-point de Rive), 1849, olio su tela, 24 cm × 54 cm (Biblioteca di Ginevra, Svizzera)[6]
- Tramonto (Coucher de soleil), 1865 circa, olio su carta dura, 26.6 cm × 34.8 cm (Museo d'Arte e di Storia, Ginevra, Svizzera)[7]
- Vacca (Vache), 1881 circa, olio su cartone, 16.5 cm × 24 cm (Museo d'Arte e di Storia, Ginevra, Svizzera)[8]
- L'Eiger. Veduta della Wengernalp (L'Eiger. Vue prise de la Wengernalp), 1881, olio su tela, 186 cm × 148 cm (Museo d'Arte e di Storia, Ginevra, Svizzera)[9]
- La Wengernalp (La Wengernalp), 1887 circa, olio su tela, 175 cm × 244 cm (Museo d'Arte e di Storia, Ginevra, Svizzera)[10]
- Vista del Titlis (Vue du Titlis), 1889, olio su tela, 140 cm × 212 cm (Museo d'Arte e di Storia, Ginevra, Svizzera)[11]
- La vacca bianca (La vache blanche), XIX secolo, olio su tavola, 32.4 cm × 40.5 cm (Victoria and Albert Museum, Londra, Regno Unito)[12]
- Pastore della Gruyère (Berger de la Gruyère), XIX secolo, olio su tela, 60 cm × 88 cm (Museo d'Arte e di Storia, Ginevra, Svizzera)[13]
- Il Monte Cervino (Le Mont-Cervin), XIX secolo, olio su tela, 95 cm × 142 cm (Museo d'Arte e di Storia, Ginevra, Svizzera)[14]
- I ghiacciai della Jungfrau (Les glaciers de la Jungfrau), XIX secolo, olio su tela, 97 cm × 142 cm (Museo d'Arte e di Storia, Ginevra, Svizzera)[15]
- Montagna (Montagne), primo quarto del XX secolo, olio e carboncino su carta dura, 35.7 cm × 49 cm (Museo d'Arte e di Storia, Ginevra, Svizzera)[16]
- Montagna (Montagne), primo quarto del XX secolo, olio su carta dura, 24.2 cm × 32 cm (Museo d'Arte e di Storia, Ginevra, Svizzera)[17]
- Montagne (Montagnes), primo quarto del XX secolo, olio su carta dura, 26.4 cm × 34.4 cm (Museo d'Arte e di Storia, Ginevra, Svizzera)[18]
- Chalet in montagna (Chalet en montagne), primo quarto del XX secolo, olio e tracce di carboncino su tela, 36.8 cm × 49 cm (Museo d'Arte e di Storia, Ginevra, Svizzera)[19]
- Chalet, primo quarto del XX secolo, olio su cartond, 37 cm × 53.7 cm (Museo d'Arte e di Storia, Ginevra, Svizzera)[20]
- Chalet, primo quarto del XX secolo, olio e carboncino su tela, 36.5 cm × 49.5 cm (Museo d'Arte e di Storia, Ginevra, Svizzera)[21]
- Paesaggio (Paysage), primo quarto del XX secolo, olio su carta su tela, 20 cm × 28.7 cm (Museo d'Arte e di Storia, Ginevra, Svizzera)[22]
- Paesaggio (Paysage), primo quarto del XX secolo, olio su tela, 36.7 cm × 53.5 cm (Museo d'Arte e di Storia, Ginevra, Svizzera)[23]
- Paesaggio (Paysage), primo quarto del XX secolo, olio su cartone, 25.8 cm × 30.8 cm (Museo d'Arte e di Storia, Ginevra, Svizzera)[24]
- Paesaggio (Paysage), primo quarto del XX secolo, olio su carta dura, 21.3 cm × 29.2 cm (Museo d'Arte e di Storia, Ginevra, Svizzera)[25]
- Paesaggio (Paysage), primo quarto del XX secolo, olio su carta dura, 21 cm × 29 cm (Museo d'Arte e di Storia, Ginevra, Svizzera)[26]
- Paesaggio alpino (Paysage alpin), primo quarto del XX secolo, olio e carboncino su carta dura, 36.1 cm × 49.1 cm (Museo d'Arte e di Storia, Ginevra, Svizzera)[27]
- Paesaggio alpino (Paysage alpin), primo quarto del XX secolo, olio su tela, 16.5 cm × 23.6 cm (Museo d'Arte e di Storia, Ginevra, Svizzera)[28]
- Paesaggio alpino (Paysage alpin), primo quarto del XX secolo, olio su cartone, 24 cm × 31.5 cm (Museo d'Arte e di Storia, Ginevra, Svizzera)[29]
- Paesaggio alpino (Paysage alpin), primo quarto del XX secolo, olio e tracce di carboncino su carta dura, 23.5 cm × 31.2 cm (Museo d'Arte e di Storia, Ginevra, Svizzera)[30]
- Paesaggio alpino (Paysage alpin), primo quarto del XX secolo, olio su tela, 26.8 cm × 37.4 cm (Museo d'Arte e di Storia, Ginevra, Svizzera)[31]
- Paesaggio alpino (Paysage alpin), primo quarto del XX secolo, olio su carta dura, 20.6 cm × 29 cm (Museo d'Arte e di Storia, Ginevra, Svizzera)[32]
- Paesaggio alpino con un personaggio (Paysage alpin avec un personnage), primo quarto del XX secolo, olio su carta dura, 25 cm × 32.5 cm (Museo d'Arte e di Storia, Ginevra, Svizzera)[33]
- Paesaggio con abete (Paysage avec sapin), primo quarto del XX secolo, olio su tela, 26 cm × 33.3cm (Museo d'Arte e di Storia, Ginevra, Svizzera)[34]
- Paesaggio con pioppi (Paysage avec peupliers), primo quarto del XX secolo, olio su cartone, 37 cm × 53.7 cm (Museo d'Arte e di Storia, Ginevra, Svizzera)[35]
- Paesaggio con lago (Paysage avec lac), primo quarto del XX secolo, olio su carta dura, 26.5 cm × 35 cm (Museo d'Arte e di Storia, Ginevra, Svizzera)[36]
- Paesaggio con contadina (Paysage avec une paysanne), primo quarto del XX secolo, olio su cartone, 16.3 cm × 24 cm (Museo d'Arte e di Storia, Ginevra, Svizzera)[37]
- Paesaggio di montagna (Paysage de montagne), primo quarto del XX secolo, olio su tela, 36.3 cm × 49.3 cm (Museo d'Arte e di Storia, Ginevra, Svizzera)[38]
- Paesaggio di montagna (Paysage de montagne), primo quarto del XX secolo, olio su cartone, 26 cm × 33.6 cm (Museo d'Arte e di Storia, Ginevra, Svizzera)[39]
- Paesaggio di pianura (Paysage de plaine), primo quarto del XX secolo, olio su carta dura, 24.4 cm × 34.5 cm (Museo d'Arte e di Storia, Ginevra, Svizzera)[40]
- Paesaggio con vacca sdraiata (Paysage avec une vache couchée), primo quarto del XX secolo, olio e Mina di piombo su cartone, 25.7 cm × 35.3 cm (Museo d'Arte e di Storia, Ginevra, Svizzera)[41]
- Paesaggio con due personaggi (Paysage avec deux personnages), primo quarto del XX secolo, olio su cartone, 22.8 cm × 34.8 cm (Museo d'Arte e di Storia, Ginevra, Svizzera)[42]
- Lago (Lac), primo quarto del XX secolo, olio su carta forte, 23.6 cm × 31 cm (Museo d'Arte e di Storia, Ginevra, Svizzera)[43]
- Lago di montagna e vacche (Lac de montagne et vaches), olio su carta su tavola, 32.5 cm × 24.5 cm (Museo d'Arte e di Storia, Ginevra, Svizzera)[44]
- Lago di montagna (Lac de montagne), olio su tela, 135.5 cm × 186 cm (Museo d'Arte e di Storia, Ginevra, Svizzera)[45]
- Lago di montagna (Lac de montagne), primo quarto del XX secolo, olio su cartone, 24 cm × 31.7 cm (Museo d'Arte e di Storia, Ginevra, Svizzera)[46]
- Lago di montagna (Lac de montagne), primo quarto del XX secolo, olio e tracce di carboncino su carta su cartone, 36.7 cm × 53.7 cm (Museo d'Arte e di Storia, Ginevra, Svizzera)[47]
- Lago e chiesa (Lac et église), primo quarto del XX secolo, olio su carta dura, 20.3 cm × 30.3 cm (Museo d'Arte e di Storia, Ginevra, Svizzera)[48]
- Lago e rocce (Lac et rochers), primo quarto del XX secolo, olio su carta su cartone, 21.6 cm × 34 cm (Museo d'Arte e di Storia, Ginevra, Svizzera)[49]
- Lago al tramonto (Coucher de soleil avec un lac), primo quarto del XX secolo, olio su cartone, 21.8 cm × 36.4 cm (Museo d'Arte e di Storia, Ginevra, Svizzera)[50]
- Lungolago (Bords de lac), primo quarto del XX secolo, olio su carta dura, 23.4 cm × 30.3 cm (Museo d'Arte e di Storia, Ginevra, Svizzera)[51]
- Stagno (Étang), primo quarto del XX secolo, olio su cartone, 21.5 cm × 28.5 cm (Museo d'Arte e di Storia, Ginevra, Svizzera)[52]
- Stagno (Étang), primo quarto del XX secolo, olio su cartone, 16 cm × 34.8 cm (Museo d'Arte e di Storia, Ginevra, Svizzera)[53]
- Stagno (Étang), primo quarto del XX secolo, olio su carta dura, 29 cm × 21.2 cm (Museo d'Arte e di Storia, Ginevra, Svizzera)[54]
- Torrente (Torrent), primo quarto del XX secolo, olio su carta su cartone, 35.5 cm × 49.5 cm (Museo d'Arte e di Storia, Ginevra, Svizzera)[55]
- Torrente (Torrent), primo quarto del XX secolo, olio su carta su cartone, 32.5 cm × 49.5 cm (Museo d'Arte e di Storia, Ginevra, Svizzera)[56]
- Cascata (Cascade), primo quarto del XX secolo, olio su carta su cartone, 33.5 cm × 47 cm (Museo d'Arte e di Storia, Ginevra, Svizzera)[57]
- Le falesie del Rodano (Les Falaises du Rhône), primo quarto del XX secolo, olio e carboncino su carta su cartone, 22.6 cm × 32.6 cm (Museo d'Arte e di Storia, Ginevra, Svizzera)[58]
- Barca (Barque), primo quarto del XX secolo, olio su carta dura, 20.4 cm × 26.7 cm (Museo d'Arte e di Storia, Ginevra, Svizzera)[59]
- Cavallo (Cheval), olio su tela, 59.5 cm × 73 cm (Museo d'Arte e di Storia, Ginevra, Svizzera)[60]
- Cavallo (Cheval), olio su cartone, 40.5 cm × 49.5 cm (Museo d'Arte e di Storia, Ginevra, Svizzera)[61]
- Cavallo (Cheval), olio su cartone, 28.5 cm × 38.5 cm (Museo d'Arte e di Storia, Ginevra, Svizzera)[62]
- Due cavalli (Deux chevaux), olio su tela, 28 cm × 24 cm (Museo d'Arte e di Storia, Ginevra, Svizzera)[63]
- Cavallo e cavaliere (Cheval et cavalier), olio su cartone, 16.5 cm × 22 cm (Museo d'Arte e di Storia, Ginevra, Svizzera)[64]
- Cavallo e testa d'uomo (Cheval et tête d'homme), olio su tela, 48 cm × 62 cm (Museo d'Arte e di Storia, Ginevra, Svizzera)[65]
- Capra di profilo, studio a Reignier in Savoia (Chèvre, profil. Étude à Reignier, Savoie), olio su carta, 23.5 cm × 30.5 cm (Museo d'Arte e di Storia, Ginevra, Svizzera)[66]
- Capra al pascolo (Chèvre broutant), olio su tela, 19.5 cm × 30 cm (Museo d'Arte e di Storia, Ginevra, Svizzera)[67]
- Toro (Taureau), olio su cartone, 40 cm × 59 cm (Museo d'Arte e di Storia, Ginevra, Svizzera)[68]
- Vacca a Broc (Vache à Broc), olio su cartone, 24 cm × 32 cm (Museo d'Arte e di Storia, Ginevra, Svizzera)[69]
- Vacche di profilo (Vaches de profil), olio su tela, 36 cm × 52 cm (Museo d'Arte e di Storia, Ginevra, Svizzera)[70]
- Vacca che si abbevera (Vache s'abreuvant), olio su cartone, 23.5 cm × 32.5 cm (Museo d'Arte e di Storia, Ginevra, Svizzera)[71]
- Vacca (Vache), olio su tela, 33 cm × 48 cm (Museo d'Arte e di Storia, Ginevra, Svizzera)[72]
- Mungitura di vacche in Balachat (Traite des vaches en Balachat), olio su tela, 63 cm × 98 cm (Museo d'Arte e di Storia, Ginevra, Svizzera)[73]
- Pastore, vacche e capre (Berger, vaches et chèvres), olio su cartone, 18.5 cm × 27 cm (Museo d'Arte e di Storia, Ginevra, Svizzera)[74]
- In Véré, Flaine, Savoia (En Véré, Flaine, Savoie), olio su cartone, 36.5 cm × 48.5 cm (Museo d'Arte e di Storia, Ginevra, Svizzera)[75]
- Effetto di mattina, Noville (Effet de matin, Noville), olio su cartone, 34 cm × 47 cm (Museo d'Arte e di Storia, Ginevra, Svizzera)[76]
- Monte Rosa e Lyskamm all'alba (Mont-Rose et Lyskamm, lever de soleil), olio su tela su cartone, 45 cm × 67.5 cm (Museo d'Arte e di Storia, Ginevra, Svizzera)[77]
- L'Eiger nel pomeriggio visto dalla Wengernalp a Berna (L'Eiger, l'après-midi vu de la Wengernalp, Berne), olio su tela, 47 cm × 67.5 cm (Museo d'Arte e di Storia, Ginevra, Svizzera)[78]
- A La Jonction a Ginevra (À La Jonction à Genève), olio su cartone, 33 cm × 26.5 cm (Museo d'Arte e di Storia, Ginevra, Svizzera)[79]
- Il Furggenletscher (Le Furggenletscher), olio su tela, 37 cm × 54.5 cm (Museo d'Arte e di Storia, Ginevra, Svizzera)[80]
- La Jungfrau, 1900, olio su tela, 100 cm × 155 cm (Museo d'Arte e di Storia, Ginevra, Svizzera)[81]
- Pascolo ai piedi del Cervino (Pâturage au pied du Cervin), olio su carta, 37 cm × 54 cm (Museo d'Arte e di Storia, Ginevra, Svizzera)[82]
- Paesaggio (Paysage), olio su cartone, 21 cm × 31 cm (Museo d'Arte e di Storia, Ginevra, Svizzera)[83]
- Paesaggio al tramonto (Paysage au soleil couchant), olio su carta su cartone, 19.2 cm × 29 cm (Museo d'Arte e di Storia, Ginevra, Svizzera)[84]
- Paesaggio con mandria (Paysage avec troupeau), olio su cartone su tavola, 37.7 cm × 50.5 cm (Museo d'Arte e di Storia, Ginevra, Svizzera)[85]
- Paesaggio (Paysage), olio e carboncino su cartone, 26.6 cm × 34.2 cm (Museo d'Arte e di Storia, Ginevra, Svizzera)[86]
- Il Salève (Le Salève), primo quarto del XX secolo, olio e carboncino su carta dura, 21.3 cm × 28.8 cm (Museo d'Arte e di Storia, Ginevra, Svizzera)[87]
- Il Salève (Le Salève), primo quarto del XX secolo, olio su carta dura, 24.5 cm × 34 cm (Museo d'Arte e di Storia, Ginevra, Svizzera)[88]
- La lotta (La Lutte), primo quarto del XX secolo, olio su cartone, 16.4 cm × 23.4 cm (Museo d'Arte e di Storia, Ginevra, Svizzera)[89]
- Aratura (Labour), olio su cartone, 37 cm × 50 cm (Museo d'Arte e di Storia, Ginevra, Svizzera)[90]
- Scena di aratura (Scène de labours), primo quarto del XX secolo, olio su carta dura, 21.3 cm × 29.2 cm (Museo d'Arte e di Storia, Ginevra, Svizzera)[91]
- I briganti (Les Brigands), olio su tavola, 42 cm × 55 cm (Museo d'Arte e di Storia, Ginevra, Svizzera)[92]
- Mayen, olio su carta su tavola, 32 cm × 44 cm (Museo d'Arte e di Storia, Ginevra, Svizzera)[93]
- Il portale (Le Portail), primo quarto del XX secolo, olio su tavola, 25.4 cm × 37.7 cm (Museo d'Arte e di Storia, Ginevra, Svizzera)[94]
- Mulino a vento (Moulin à vent), primo quarto del XX secolo, olio e carboncino su carta dura, 36.5 cm × 48 cm (Museo d'Arte e di Storia, Ginevra, Svizzera)[95]
- Giovane uomo a cavallo (Jeune homme à cheval), olio su tela, 42 cm × 62 cm (Museo d'Arte e di Storia, Ginevra, Svizzera)[96]
- Giovane ragazzo seduto su una roccia (Jeune garçon assis sur un rocher), primo quarto del XX secolo, olio su cartone, 25.8 cm × 34.5 cm (Museo d'Arte e di Storia, Ginevra, Svizzera)[97]
- Abeti sradicati (Sapins déracinés), primo quarto del XX secolo, olio e tracce di carboncino su tela, 49.5 cm × 37 cm (Museo d'Arte e di Storia, Ginevra, Svizzera)[98]